# Benjamin Kiplagat
Benjamin Kiplagat (ur. 4 marca 1989 w Magoro, zm. 31 grudnia 2023 w Eldoret) – ugandyjski lekkoatleta, długodystansowiec.

## Osiągnięcia
- brązowy medal w drużynie w kategorii juniorów podczas mistrzostw świata w biegach przełajowych (Edynburg 2008), Kiplagat osiągnął najlepszy rezultat indywidualny spośród ugandyjskich lekkoatletów na tej imprezie (4. lokata)
- srebro mistrzostw świata juniorów (bieg na 3000 metrów z przeszkodami, Bydgoszcz 2008)
- 9. miejsce podczas igrzysk olimpijskich (bieg na 3000 metrów z przeszkodami, Pekin 2008)
- 4. miejsce w pucharze interkontynentalnym (Split 2010)
- brązowy medal Mistrzostw Afryki (bieg na 3000 m z przeszkodami, Porto-Novo 2012)
- 14. miejsce podczas igrzysk olimpijskich (bieg na 3000 metrów z przeszkodami, Londyn 2012)
- 14. miejsce podczas mistrzostw świata (bieg na 3000 metrów z przeszkodami, Moskwa 2013)
- medale mistrzostw kraju

## Rekordy życiowe
- bieg na 3000 metrów z przeszkodami – 8:03,81 (2010) rekord Ugandy
- bieg na 3000 metrów – 7:46,50 (2010)